# Paulla
Paulla, pseudonimo di Paulina Ignasiak (Pleszew, 30 gennaio 1979), è una cantante polacca.

## Biografia
All'età di sedici anni Paulla si è diplomata alla Scuola Nazionale di Musica in Pleszew, dove ha imparato a suonare la chitarra classica e il pianoforte.
Nel 2017 ha preso parte alla Krajowe Eliminacje con Chcę tam z Tobą być, unico brano in polacco, per ottenere il diritto di rappresentare la Polonia all'Eurovision Song Contest 2017, tuttavia si classifica solamente all'8º posto.

## Discografia

### Album in studio
- 2008 – Nigdy nie mów zawsze
- 2010 – Sekret wiecznej miłości

### Singoli
- 2008 – Od dziś
- 2009 – I prosto w serce
- 2017 – Chcę tam z Tobą być